# Cheminée des Étaings
Pour l’article ayant un titre homophone, voir Étaing.
La Cheminée des Étaings est un élément de patrimoine industriel du Pilat, située à Châteauneuf (Loire), construite en 1867 et classée monument historique depuis 1992.

## Histoire
Trop à l'étroit dans Rive-de-Gier et ayant besoin d'acquérir du matériel de production plus important aﬁn d'honorer les commandes qu'ils acceptaient, les Marrel s'installent aux Étaings sur la commune de Châteauneuf.
La cheminée est achevée en 1868. Très élégante, elle a été classée monument historique en 1992. Sa hauteur est de 108,7 mètres au-dessus du sol : elle était la plus haute d'Europe à son inauguration. C'est aussi la plus haute d'Europe construite en briques. En 1874, elle s’infléchit et manque de s'écrouler ; par un habile procédé, un ingénieur du nom d'Adolphe Henri, arrive à la redresser.
C'est un immense fût polygonal reposant sur un bâtiment de briques dont les hauts pignons de 16 mètres lui donnent l'apparence voulue d'un édifice à vocation religieuse. Les parois du fût ont 1,50 m d’épaisseur et le briquetage diminue au fur et à mesure que l'on s'élève.
Tous ces cercles équidistants et apparents de 80 mm de largeur et 8 mm d'épaisseur renforcent sa solidité. À l'intérieur, des anneaux servant d'échelle sont scellés dans la paroi. Le fût est terminé par un chapeau de briques et de mortier. Le tout est dominé par un paratonnerre.
Le cerclage de fer et le couronnement seraient refaits régulièrement.
Autrefois, on disait qu'un tombereau tiré par deux bœufs pourrait tourner sur la margelle de la cheminée, l'évasement ayant un diamètre de 4 mètres.

## Événements relatifs
En 2007, un nichoir est installé par des cordistes à 70 mètres de hauteur avec le soutien de la mairie de Châteauneuf, qui a financé la pose, et à l'autorisation de la société Industeel. En 2016, soit neuf ans après son installation, les ornithologues ligériens ont pu observer un couple de faucons pèlerins ayant élu domicile ce nichoir.
En 2015, la cheminée est devenue le phare de l’entrée Est de la métropole de Saint-Étienne, car dès la nuit tombée, elle s'illumine et annonce en boucle la 10e Biennale internationale du Design de Saint-Étienne. La cheminée reçoit 32 guirlandes dotées chacune de près de 300 LED, qui permettent le défilement d’une vidéo en très basse résolution (32 x 40 pixels).